# Siphonalia marybethi
Siphonalia marybethi is een slakkensoort uit de familie van de Buccinidae. De wetenschappelijke naam van de soort is voor het eerst geldig gepubliceerd in 1996 door Parth.